# Rio Doncea
O Rio Doncea é um rio da Romênia, afluente do Bistra, localizado no distrito de Mureş.